# ديك ريتشاردز
ديك ريتشاردز (بالإنجليزية: Dick Richards)‏ (و. 1890 – 1934 م) هو لاعب كرة قدم، من المملكة المتحدة، توفي عن عمر يناهز 44 عاماً.